# Brenda Strong
Brenda Strong (Brightwood, Oregon, 25 de março de 1960) é uma atriz estadunidense, mais conhecida por interpretar Mary Alice Young na série de televisão Desperate Housewives. Outros trabalhos pelos quais é conhecida incluem o papel de Sally Sasser em Sports Night e papéis regulares nos seriados Scorch, The Help em Dallas e recentemente em Supergirl como Lillian Luthor.

## Biografia

### Vida pessoal
Brenda cresceu nas proximidades de Portland, cidade do mesmo estado. Graduou-se em 1978 na Sandy Union High School, localizada na cidade de Sandy. Posteriormente, mudou-se para o Arizona, onde passou a cursar Teatro e Música na Universidade do Arizona. É uma instrutora certificada de ioga e especialista em fertilidade.
Casou-se com Tom Henri em julho de 1989, e dele teve um filho chamado Zakery Henri em 1994, mas entrou com um pedido de divórcio em janeiro de 2011. Vive atualmente em Los Angeles.

### Carreira
Seu primeiro trabalho após deixar a universidade foi uma ponta no videoclipe da canção "You Look Marvelous", de Billy Crystal, em 1984. Suas primeiras participações em programas de televisão surgiram em 1985, em seriados como St. Elsewhere, MacGyver e Cheers, bem como Matlock, Murphy Brown, Herman's Head, Star Trek: The Next Generation, Blossom e Twin Peaks, no qual teve um papel recorrente.
Na metade da década de 1990, ela já tinha papéis proeminentes em séries como 3rd Rock from the Sun e Party of Five, e ainda tinha mais participações acumuladas em séries como ER, Picket Fences, Silk Stalkings e Dawson's Creek. Ainda nessa mesma época, um dos seus papéis mais reconhecidos era Sue Ellen Mischke, a rival de Elaine em Seinfeld.
Mais para o final da década, Strong tornou-se mais conhecida pelo público ao interpretar a rival de Dana Whitaker (interpretada por Felicity Huffman), Sally Sasser, em Sports Night. Ela também fez participações em 7th Heaven, Gilmore Girls, Everwood, Ally McBeal, Nip/Tuck, CSI: Crime Scene Investigation, Malcolm in the Middle e The Lyon's Den, por volta desta mesma época.
Sua carreira no cinema inclui filmes como The Craft, Spaceballs, The Deep End of the Ocean, Red Dragon, Black Dog, Exposed, Starship Troopers e Starship Troopers 2: Hero of the Federation (seu personagem original havia morrido no primeiro filme, mas ela retornou ao segundo em um papel diferente). Mais recentemente, ela pôde ser vista no telefilme de drama Family in Hiding, do canal Lifetime, que estreou em 6 de agosto de 2006, bem como em Curb Your Enthusiasm, série na qual ela interpretou uma mulher que desperta o desejo do protagonista, Larry David.
Entre 2004 e 2006, Brenda coestrelou uma trilogia intitulada The Work and the Glory, baseada na coleção de livros homônima do autor Gerald N. Lund. Nesse meio tempo, tornou-se narradora da série Desperate Housewives, depois que sua personagem, Mary Alice Young, se suicidou no primeiro episódio. Já em 2008, a atriz participou de Boston Legal e do filme Ocean of Pearls. Em 2011, foi escalada para integrar o elenco de Dallas, no papel de Ann Ewing, trabalho que durou até 2014.

## Filmografia
| - 1986 Weekend Warriors como Danielle - 1987 Spaceballs como enfermeira - 1993 Malice como Claudia - 1993 My Life como Laura - 1996 The Craft como médica - 1997 Starship Troopers como Cpt. Deladier - 1998 Get a Job como Emily LaCrosse - 1998 Black Dog como Melanie - 1998 Undercurrent como Renee Rivera - 1999 The Deep End of the Ocean como Ellen - 2000 Terror Tract como Dr. Helen Corey - 2002 Teddy Bear's Picnic como Jackie Sloane Chevron - 2003 Missing Brendan como Joyce Calden - 2003 Exposed como Susan Andrews - 2004 Starship Troopers 2: Hero of the Federation como Sgt. Dede Rake - 2004 The Work and the Glory como Mary Ann Steed - 2005 The Work and the Glory II: American Zion como Mary Ann Steed - 2005 The Kid & I como Bonnie Roman - 2006 The Work and the Glory III: A House Divided como Mary Ann Steed - 2007 A Plumm Summer como Viv - 2008 Ocean of Pearls como Mary Stewart - 2009 You como Paula - 2010 Privileged como Sra. Carrington - 2012 Teacher of the Year como Elen Behr | - 1985 St. Elsewhere como Nadine Aurora - 1985 Shadow Chasers como Angela Taylor - 1986 McGyver como Lila - 1986 Cheers como Vicki - 1986 Sledge Hammer! como Srta. Hotchkins - 1987 Kenny Rogers as The Gambler, Part III: The Legend Continues como Desiree - 1987 Dallas participação especial - 1987 Hotel como Hilary Sinclair - 1988 Star Trek: The Jô New Generation como Rashella - 1989 Midnight Caller como Kristen - 1989 Hooperman como freira - 1989 Matlock como Jan Sinclair - 1990 Father Dowling Mysteries como Srta. Cantrell - 1990 People Like Us como Brenda Primrose - 1991 Twin Peaks como Jones - 1992 Rachel Gunn, R.N. como Sheila - 1992 Scorch como Allison King - 1992 Blossom como Diane - 1992 Stepfather III como Lauren Sutliffe - 1992 Grapevine como Allison - 1992 Dark Justice como Jessica Sadler - 1993 The Young Indiana Jones Chronicles como Beatrice Kaufman - 1993 Herman's Head como Dra. Paige Holland - 1993 The Second Half como Heather - 1993 Picket Fences como Sarah Evans - 1993 Silk Stalkings como Candy Grayson - 1994 Island City como Dra. Sammy Helding - 1994 ER como Sally Niemeyer - 1996 The John Larroquette Show como Christine Taylor - 1996 Party of Five como Kathleen Isley - 1996 Murphy Brown como Tara Baker - 1996 Too Something como Sheryl Coveny - 1997 Roar como Megan - 1997 Chicago Sons como Nina - 1997 3rd Rock from the Sun como Srta. Frost - 1997 Seinfeld como Sue Ellen - 1998 The Closer como Susan Bend - 1999 Odd Man Out como Kasey Morton - 1999 Any Day Now como Jana Durham - 1999 Safe Harbor como Marilyn Conray - 2000 Sports Night como Sally Sasser - 2000 Get Real como Olivia Clark - 2000 The Michael Richards Show como Beth - 2001 Ally McBeal como Jerry Hill - 2001 CSI: Crime Scene Investigation como Dra. Leigh Sapien - 2001 Thieves como Loretta - 2001 Gilmore Girls como Eva - 2001 Dawson's Creek como Kay Liddell - 2002 Bram and Alice como Theresa - 2002 7th Heaven como Sra. Carmen Mackoul - 2002 The Court como Marsha Palmer - 2002 Malcolm in the Middle como Amelia - 2003 A.U.S.A. como Juíza Kimberly Flynn - 2003 Nip/Tuck como Iris - 2003 The Lyon's Den como Rebecca McCandless - 2004 Going to the Mat como Patty Newfield - 2004 The Help como Arlene Ridgeway - 2005 Everwood como Julia Brown - 2006 Family in Hiding como Carol Peterson - 2006 Just Legal como Liza Lynch - 2007 Help Me Help You como Linda - 2007 Curb Your Enthusiasm como Dra. Flomm - 2007 Shark como Olivia Hartnell - 2008 Law & Order: Criminal Intent como Kathy Jarrow - 2008 Boston Legal como Juíza Judy Beacon - 2010 Scroundrels como Penny Priest - 2010 Rizzoli & Isles como Mel Gaynor-Randle - 2011 Desperate Housewives como Mary Alice Young - 2012-2014 Dallas como Ann Ewing - 2015-2019 The 100 como Queen Nia - 2016 Fear The Walking Dead como Ilene Stowe - 2016 Supergirl como Lillian Luthor - 2018 13 Reasons Why como Nora Walker |